# Урожай (клуб по хоккею с мячом, Смидович)
«Урожа́й» — команда по хоккею с мячом из посёлка Смидович Еврейской автономной области. Выступала в 2012/2013 году в Высшей лиге Первенства России по хоккею с мячом.

## История
Клуб был основан в 1960-х годах. До середины 1980-х годов выступал в Первенстве Хабаровского края, в котором в 1986 году занял второе место, а годом позже — третье.
С сезона 1988—1989 начал выступления во второй лиге Первенства СССР, а затем и Первенства России.
По итогам сезона 1996—1997 специальным решением Федерации хоккея с мячом России был переведен в первую лигу, позже переименованную в высшую, где и выступает в настоящее время.
В 2015 году команда снялась с чемпионата страны оставшись во второй лиге, из-за финансовых проблем. Во второй лиге отыграла сезон и перешла в любительский хоккей.